# Kozatsjka-ZAlK Zaporizja
Kozatsjka-ZAlK Zaporizja (Oekraïens: Козачка-ЗАлК Запоріжжя) was een professionele dames basketbalclub uit Zaporizja, Oekraïne. Het team speelde in de Oekraïense Basketbal Super Liga.

## Geschiedenis
Kozatsjka-ZAlK werd opgericht in 1992 door de Aluminiumproductiefabriek in Zaporizja. Ze werden negen keer Landskampioen van Oekraïne in 1997, 1998, 2001, 2002, 2003, 2004, 2005, 2006 en 2009. Ook werden ze vijf keer Bekerwinnaar van Oekraïne in 1993, 1994, 2007, 2008 en 2009. In 2000 en 2001 haalde ze de halve finale van de Ronchetti Cup. In 2012 werd de club ontbonden vanwege het faillissement van de onderneming.

## Erelijst
- Landskampioen Oekraïne: 9
  - Winnaar: 1997, 1998, 2001, 2002, 2003, 2004, 2005, 2006, 2009
  - Tweede: 1996, 1999, 2007
  - Derde: 1994, 1995, 2008, 2011

- Bekerwinnaar Oekraïne: 5
  - Winnaar: 1993, 1994, 2007, 2008, 2009

- Ronchetti Cup:
  - Halve finale: 2000, 2001

## Bekende (oud)-spelers
| - Olena Fenko - Oleksandra Koerasova - Galina Lochmantsjoek - Svitlana Kozatsjenko - Roeslana Kyrytsjenko - Natalja Siljanova - Maryna Tkatsjenko - Marina Boermistrova - Olga Firsova - Natalja Vodopjanova |

## Bekende (oud)-coaches
| - Viktorija Bolsjakova - Oleg Kovalenko - Volodymyr Kovyanov - Joerij Veligoera |